# Collet del Jardí
El Collet del Jardí és una collada situada a 925 metres d'altitud del terme municipal de Navès, al Solsonès.